# Pyongyang FC
El Pyongyang FC fue un equipo de fútbol de Corea del Norte que alguna vez jugó en el Torneo Nacional de Corea, la desaparecida primera división de fútbol de Corea del Sur y Corea del Norte como país unificado.

## Historia
Fue fundado el 15 de enero de 1933 en la ciudad de Pionyang, la actual capital de Corea del Norte, disputando ahí el primer partido de fútbol en la ciudad.
El club ganó el Torneo Nacional de Corea en 1934 al vencer al Joseon FC en la final jugada en el Estadio Kyungsung, y el torneo era una versión de torneo de copa disputado en Corea Unificada antes de que iniciara la guerra de Corea.
El Pyongyang FC fue el mejor equipo de Pionyang durante la ocupación japonesa de Corea hasta 1945 y posteriormente en el periodo de liberación soviética, pero el club fue disuelto durante la guerra de Corea.

## Palmarés
- Torneo Nacional de Corea: 1

1934

## Jugadores

### Jugadores destacados
- Park Kyu-Chong, quien formó parte de Corea del Sur en el mundial de Suiza 1954.

## Rivalidades
Su principal rival era el Kyungsung FC, el otro equipo popular de Pionyang.